# Daniel Bekker
Daniel Wepener Bekker (Dordrecht, 9 febbraio 1932 – Pretoria, 22 ottobre 2009) è stato un pugile sudafricano.

## Palmarès
- Giochi olimpici

Melbourne 1956: bronzo nei pesi massimi.
Roma 1960: argento nei pesi massimi.
- Giochi del Commonwealth

Cardiff 1958: oro nei pesi massimi.